# Beautiful (Marillion)
Beautiful is een nummer van de Britse rockband Marillion uit 1995. Het is de enige single van hun achtste studioalbum Afraid of Sunlight.
Het nummer werd een klein hitje in het Verenigd Koninkrijk, waar het de 29e positie behaalde. In Nederland moest het nummer het met de 6e positie in de Tipparade doen.